# Tirosinemia
La tirosinemia è una malattia metabolica congenita, in cui il corpo non riesce a metabolizzare l'amminoacido tirosina.

## Presentazione clinica
Sono presenti alterazioni della funzionalità epatica e renale e ritardo mentale; spesso è presente ipertirosinemia. Se non trattata, la malattia è solitamente fatale.

## Classificazione

### Tirosinemia I o epatorenale
È una forma autosomica recessiva, caratterizzata da deficit dell'enzima fumarilacetoacetato idrolasi. Si presenta soprattutto con alterazioni della funzionalità epatica, cui conseguono cirrosi e insufficienza, neuropatie periferiche, rachitismo e un caratteristico odore "di cavolo bollito".

### Tirosinemia II o oculocutanea
Si tratta anch'essa di una forma autosomica recessiva, caratterizzata però da deficit dell'enzima tirosina transaminasi. Le manifestazioni cliniche sono soprattutto cutanee e oculari, con cheratosi del palmo della mano e della pianta dei piedi ed erosioni corneali associate a fotofobia.

### Tirosinemia III
È autosomica recessiva, dovuta a un deficit dell'enzima 4-idrossifenilpiruvato diossigenasi. Si manifesta semplicemente con ipertirosinemia, a volte associata a ritardo mentale. La funzionalità epatica è normale.

## Terapia
La terapia varia in base al tipo di tirosinemia. Una bassa dieta proteica è spesso necessaria, buoni risultati sono stati ottenuti con il nitisinone e, nella tirosinemia di tipo I, con il trapianto di fegato.